# Stiliger ornatus
Stiliger ornatus är en snäckart som beskrevs av Ehrenberg 1831. Stiliger ornatus ingår i släktet Stiliger och familjen Stiligeridae. Inga underarter finns listade i Catalogue of Life.